# Anne Roche
Pour les articles homonymes, voir Roche.
Anne Roche, née Calmettes le 10 décembre 1938, est une écrivaine et professeure agrégée de lettres classiques française. Spécialiste de Walter Benjamin, qu'elle a fait connaître en France, elle a également introduit les ateliers d'écriture en France dès 1968.

## Biographie

### Naissance et formation
Anne Roche naît le 10 décembre 1938. Elle passe son enfance dans le quartier du Camas à Marseille, puis intègre l'École normale supérieure de jeunes filles en 1958, où elle prépare avec succès l'agrégation de lettres classiques ; elle soutient en 1971 une thèse de troisième cycle en lettres à l'université d'Aix-Marseille et en 1987 une thèse d'État sur travaux en littérature française sous la direction de Claude Duchet à l'université Paris 8.

### L'enseignement et l'écriture
Elle est professeure de littérature française à l'université de Provence à Aix-en-Provence. Elle est notamment l'autrice avec Marie-Claude Taranger et ses étudiants d'une anthologie sur les femmes marseillaises, Celles qui n’ont pas écrit, récits de femmes dans la région marseillaise, 1914-1945.
En 1968, elle est la première à fonder des ateliers d'écriture dans une université française, à la suite d'un séjour aux États-Unis. Parallèlement, Elisabeth Bing, qu'elle rencontre en 1973, développe cet outil à l'école de Beauvallon en 1969 pour aider les enfants en difficulté.

### Sur Walter Benjamin
Anne Roche est l'une des premières universitaires à s'intéresser à l'œuvre de Walter Benjamin. Elle reçoit en 2018 le Prix européen de l’essai philosophique Walter-Benjamin, pour Exercices sur le tracé des ombres.
En 2023, elle publie Terrhistoire, livre faisant suite à Exercices sur le tracé des ombres et où elle poursuit son chemin benjaminien. Elle y révèle que son oncle, André Calmettes, a été en 1934 le premier traducteur de Mein Kampf en France, dans le but de faire connaître la menace que Hitler constitue. 

### Autres
Elle vit depuis 1963 dans l'immeuble Le Corbusier à Marseille. En 2024, elle est candidate, sur le liste Lutte Ouvrière, aux élections législatives dans la 14ème circonscription des Bouches-du-Rhône.

## Prix et distinction
- 2018 : Prix européen de l’essai philosophique Walter-Benjamin[7],[9] pour Exercices sur le tracé des ombres.

## Ouvrages (liste sélective)
Anne Roche a publié de nombreux ouvrages et articles,.
- Êdition critique de De Jean Coste, de Charles Péguy, Paris, Klincksieck, 1975.
- avec Geneviève Mouillaud, La Cause des oies, Paris, éditions Maurice Nadeau, 1978.
- La Relative, édition des femmes-Antoinette Fouque, 1980.
- Saïs, Marseille, Chemin de ronde, n° 5, 1985.
- Avec Christian Tarting : Des années trente: groupes et ruptures, Paris, Éditions du CNRS, 1985.
- Pour une anthropologie de la culture littéraire, 1987 (thèse d’État)[5]
- avec Andrée Guiguet et Nicole Voltz, L'atelier d'écriture : éléments pour la rédaction du texte littéraire, Paris, Bordas, 1989.
- Boris Souvarine et la critique sociale, 1990.
- Œuvres complètes de Simone Weil, t. 4, Paris, éditions Gallimard, 1991
- avec Marie-Claude Taranger, Celles qui n’ont pas écrit (récits de femmes dans la région marseillaise, 1914-1945), Édisud, 1995[16],[17].
- Commentaire de W ou le souvenir d'enfance, de Georges Perec, Paris, éditions Gallimard, coll. « Folio », 1997.
- "Amadeus" ex machina, roman policier, ed. Causse, 1997  (ISBN 978-2-912597-03-8)
- Mort en ligne, Paris, éditions du Rocher, 2007.
- Exercices sur le tracé des ombres. Walter Benjamin, Cadenet, les éditions chemin de ronde, coll. "Strette", 2010 (cet ouvrage a obtenu le prix européen de l'essai philosophique Walter-Benjamin en 2018).
- Terrhistoire, Cadenet, les éditions chemin de ronde, coll. "Strette", 2023.
- Habiter l'utopie. Walter Benjamin architecte, Cadenet, les éditions chemin de ronde, coll. "Strette", 2024.